# Labroidei
Labroidei è un sottordine di pesci dell'ordine Perciformes.

## Famiglie
Comprende le seguenti famiglie:
- Embiotocidae
- Labridae Cuvier, 1816
- Odacidae
- Pomacentridae
- Scaridae Rafinesque, 1810